# NBA 2K11
NBA 2K11 ist ein Basketball Sportsimulations-Spiel der NBA-2K-Serie, welches von Visual Concepts entwickelt und von 2K Sports veröffentlicht wurde. Es erschien am 5. Oktober 2010 in den USA und am 8. Oktober in Europa. Das Cover ziert der Basketball-Star Michael Jordan, welcher in verschiedenen Arten im Spiel auftaucht.

## Spielprinzip
Das Spiel beinhaltet viele neue Features, von denen einige den Cover-Star Michael Jordan miteinbeziehen. In der „Jordan Challenge“ spielt der Spieler die zehn wichtigsten Spiele seiner Karriere nach. In „MJ: Creating a Legend“ startet man als Michael Jordan in seiner Rookie-Saison und führt ihn zu seinem legendären Status in einem beliebigen NBA-Team. Dieser Modus ist jedoch erst spielbar, nachdem der Spieler alle „Jordan Challenges“ erfolgreich abgeschlossen hat. Beim „My Jordans“-Feature wird der Spieler für das Erreichen von Meilensteinen und Erfolgen mit 40 verschiedenen Air Jordan Schuhen belohnt, welche, einem Spieler angezogen, bestimmte Attribute verbessern. Für die PlayStation-2-Version ist der „Jordan Challenge“-Modus nicht erhältlich.
Ebenso enthält das Spiel die Möglichkeit mit einigen klassischen Teams aus der Vergangenheit zu spielen, welche auch im Exhibiton- und Associationmode spielbar sind.
NBA 2K11 bietet eine verbesserte Präsentation um das Spiel noch realistischer wirken zu lassen. So sieht man zum Beispiel die Spieler vor dem Spiel aus dem Bus steigen oder sich für das Spiel aufwärmen. Während Kevin Harlan und Clark Kellogg wieder als Moderatoren eingesetzt werden, ist die ESPN-Reporterin Doris Burke die neue Sideline Reporterin.
Der bereits aus NBA 2K10 bekannte MyPlayer-Modus erlaubt es dem Spieler, einen eigenen Spieler zu erstellen und eine ganze Karriere zu spielen. Beginnend mit den NBA-Drafts kämpft der Spieler sich vom Bankwärmer zum Starter bis zum bejubelten Superstar und durchlebt dabei Pressekonferenzen, Besuche im Weißen Haus und Abschlüsse von Werbeverträgen. Dieser Modus ist ebenfalls nicht in der Play-Station-2-Version enthalten.

## Soundtrack
Der gesamte Soundtrack wurde am 29. Juli 2010 bekannt gegeben. Snoop Dogg steuert einen speziell für das Spiel produzierten Song bei.
| - Snoop Dogg – „NBA 2K theme“ - Big Boi – „Shutterbugg“ - Drake – „Over“ - Cassidy – „Game Time“ - Ron Artest – „Champion“ - Kidz in Space – „Downtime“ - Duck Down All-Stars featuring Buckshot, Skyzoo, Promise, und Sean Price – „Better Than You“ - The Alan Parsons Project – „Sirius“ - Art vs. Science – „Hollywood“ - Big Rock Candy Mountain – „Rocketship“ - The Brunettes – „Red Rollerskates“ - Chicharones – „Little by Little“ - Children Collide – „Skeleton Dance“ - The Constellations featuring Asher Roth – We’re Here To Save The Day - Dan Black featuring Kid Cudi – „Symphonies (Remix)“ | - Delorean – „Deli“ - DJ Quik – „Trouble“ - Ev – „Home of the Brave (Instrumental)“ - Failsafe – „Hope“ - Failsafe – „Only if we Learn“ - Hogni – „Bow Down“ - Middleman – „It’s Not Over Yet“ - Rakaa featuring Aloe Blacc – „Crown Of Thorns“ - The Redland – „So Far“ - The Russian Futurists – „Paul Simon“ - The Russian Futurists – „Precious Metals“ - Shaggy featuring Rikrok – „It Wasn’t Me“ - Sonny Bones – „Rise“ - Two Door Cinema Club – „I Can Talk“ - Yung Automatik & Bayroot Productions – „Go Hard or Go Home“ - Dux Jones – „Pourin' It On“ |

## Rezension
Das Spiel wurde von der Fachpresse sehr positiv aufgenommen, so errechnete die Website Metacritic für die Xbox-360-Version eine durchschnittliche Bewertung von 89 % aus 50 Reviews, 89 % aus 46 Reviews für die PlayStation-3-Version und mit 82 % aus 6 Reviews eine etwas schlechtere Bewertung für die PC-Version.
Die Website Gamezone lobt vor allem das „enorm tiefgängige Gameplay“ und die „Präsentation der Extraklasse“, bemängelt jedoch, dass die Steuerung sehr trainingsintensiv sei und so „Gelegenheitsspieler schnell überfordert sein können“. Die Xbox-360- und PlayStationen-3-Versionen erhielten jeweils eine sehr gute 9,2-Wertung und wurden mit dem Gamezone Gameplay Award Gold ausgezeichnet.

## Onlineligen
Für ein tieferes Onlineerlebnis entstanden in den letzten Jahren einige NBA-2K-Onlineligen. Hierbei werden die Onlinespieler in Ligen zusammengefasst um eine ganze NBA-Saison zu simulieren. Dabei übernimmt jeder Spieler die Rolle des Trainers einer Mannschaft und versucht gegen echte Gegner sein Team an die Spitze der NBA zu führen. Mittlerweile wurde die Bereitstellung der Onlineinhalte eingestellt.

## Weitere Spiele der Serie
Das erste Spiel NBA 2K erschien 1999 durch den Publisher Sega. Die letzten Titel sind NBA 2K23 und NBA 2K24.